# Praia de Tucuns
A Praia de Tucuns localiza-se na cidade de Búzios, no estado brasileiro do Rio de Janeiro.
A 7 km do centro de Búzios, fica mais ao sul da cidade, no caminho para Cabo Frio, localizada entre o Morro do Marisco e a Ponta das Emerências.
Com 2,5 kms de extensão, a Praia de Tucuns é de mar aberto, por isso tem fortes ondas que atraem principalmente os adeptos ao surf. Mas, quem não gosta muito desse esporte, pode fazer uma bela caminhada pelas finas e brancas areias das praias e inclusive ir até as dunas.
O nome é inspirado em um tipo de palmeira típica da região, chamada tucum. 
O acesso é feito pela praia de Geribá - estrada a partir do canto esquerdo - ou pela estrada Búzios / Cabo Frio.